# Yoshi's Woolly World
Yoshi's Woolly World est un jeu vidéo de plates-formes à défilement horizontal développé par Good-Feel et édité par Nintendo pour la Wii U. Il est sorti le 25 juin 2015 en Australie, le 26 juin 2015 en Europe, le 16 juillet 2015 au Japon et le 16 octobre 2015 en Amérique du Nord.
Lors du Nintendo Direct du 1er septembre 2016, une adaptation nommée Poochy & Yoshi's Woolly World est annoncée sur Nintendo 3DS. Il s'agit du portage de la version Wii U, agrémentée de niveaux supplémentaires jouables avec Poochy. Dans la foulée, un nouvel amiibo, en laine et à l'effigie de Poochy, est annoncé. Les amiibo de laine à l'effigie de Yoshi sont également compatibles. Le jeu est sorti le 19 janvier 2017 au Japon et le 3 février 2017 dans le reste du monde.

## Trame
Alors que les Yoshi mènent une vie paisible sur Tricot'île, Kamek apparaît et transforme une grande partie des Yoshi en pelotes de laine. Seuls Yoshi vert (bleu ou rose selon le fichier de sauvegarde) et Yoshi rouge parviennent à échapper à son attaque. Ils partent alors à l'aventure afin de sauver leurs amis.

## Système de jeu
Yoshi's Woolly World est un jeu de plates-formes dans lequel le joueur incarne le personnage de Yoshi. Le jeu se déroule dans un monde fait de laine et fil textile. Comme dans la série des Yoshi's Island, Yoshi peut avaler des ennemis pour produire des œufs, tissés cette fois-ci, afin de les utiliser contre les ennemis ou pour activer différents mécanismes. À tout moment, le joueur peut passer en mode « relax » pour avoir un Yoshi volant et rendre la progression des niveaux plus simples. Dans chaque niveau, il est possible de récupérer cinq échevins de laines qui permettent ensemble de reformer un Yoshi de laine, cinq fleurs qui permettent de débloquer un nouveau niveau dans chaque monde ainsi que plein de petites perles qui permettent d'acheter des badges de puissances à Yoshi. Vingts écussons tampons cachés parmi les perles dans chaque niveaux permettent d'avoir de nouveaux tampons utilisables sur Miiverse si elles sont suffisamment cumulés.
Un mode coopération à deux joueurs est disponible. Les figurines amiibo peuvent être utilisées dans le jeu.
Le Pavillon de Yoshi vous permet de choisir un Yoshi qui a été débloqué dans les niveaux où vous avez retrouvé les 5 pelotes.

## Développement
Le développement du jeu est annoncé en janvier 2013 sous le nom de Yarn Yoshi. Celui-ci est confié à Good-Feel, connu pour son travail dans un jeu similaire, Kirby : Au fil de l'aventure, sous la houlette de Takashi Tezuka. Kazumi Totaka s'est chargé de composer le morceau thème du jeu alors que la trame sonore a été confiée aux composeurs de Good-Feel : Tomoya Tomita et Misaki Asada. Le jeu est absent du salon E3 2013, mais il est présenté en démonstration jouable au salon de l'année suivante.
Yoshi's Woolly World est commercialisé dès le 26 juin 2015 en Europe en édition normale ou édition limitée incluant un amiibo Yoshi. Suivent les lancements japonais et nord-américains les 16 juillet et 16 octobre 2015 respectivement.
Un stage fondé sur le jeu intitulé Monde de Laine est présent dans Super Smash Bros. for Wii U alors que Yoshi's Wooly World n'était pas encore sorti.

## Clins d'œil
- Le Boss de jeu Gros Bélixo est une référence au personne de BD Obélix, issu de l'univers d'Astérix.